# Пирс, Хит
Хит Гре́гори Пирс (англ. Heath Gregory Pearce; родился 13 августа 1984 года в Модесто, Калифорния, США) — американский футболист, защитник. Известен по выступлениям за сборную США. Ныне является ведущим программы «The Mixer» на YouTube канале «KICK».

## Клубная карьера
Пирс начал футбольную карьеру, выступая за футбольную команду университета Портленда.
В 2005 году Хит подписал контракт с датским «Норшелланном». Он сразу завоевал место в основе клуба и был лидером обороны на протяжении двух сезонов.
16 июля 2007 года Пирс подписал двухлетний контракт с немецкой «Ганзой». 11 августа в матче против «Баварии» он дебютировал в Бундеслиге. По итогам сезона команда влетела во Вторую Бундеслигу. В апреле 2009 году Хит был переведён в резервный состав, из-за того, что его заподозрили в симуляции травмы. Хотя Пирс утверждал, что это неправда, контракт с ним был разорван.
2 сентября 2009 года было сообщено, что Пирс заключил двухлетний контракт с турецким «Бурсаспором», однако сделка сорвалась, так как не была оформлена до закрытия трансферного окна. После этой неудачи Хит вернулся в США, где 11 сентября подписал соглашение с клубом «Даллас». 25 октября в матче против «Сиэтл Саундерс» он дебютировал в MLS. В 2010 году Пирс помог команде выйти в финал Кубка MLS.
В феврале 2011 года Пирс был обменян в «Чивас США» на распределительные средства. 20 марта 2011 года в поединке против «Спортинг Канзас-Сити» Хит дебютировал за новый клуб.
В 2012 году Пирс был обменян на Хуана Агудело в «Нью-Йорк Ред Буллз». 20 мая в матче против «Монреаль Импакт» он дебютировал за новый клуб. 21 июня в поединке против «Ванкувер Уайткэпс» Хит забил свой первый гол в MLS. Летом 2013 года у него случился рецидив травмы бедра, вынудивший прибегнуть к операции и завершить сезон. В конце года контракт Пирса с «Нью-Йорк Ред Буллз» закончился и продлён не был. Он был доступен на драфте возвращений MLS 2013, но выбран не был.
6 марта 2014 года Пирс был подписан клубом «Монреаль Импакт». 23 марта в матче против «Сиэтл Саундерс» Пирс дебютировал за «Монреаль». В декабре на драфте расширения MLS 2014 Пирс был выбран клубом «Орландо Сити».
29 января 2015 года Пирс заключил пятимесячное соглашение с клубом чемпионата Швеции «Гётеборг».

## Международная карьера
12 ноября 2005 года в матче товарищеском матче против сборной Шотландии Хит дебютировал за сборную США, заменив во втором тайме встречи Дамаркуса Бизли. В 2006 году Пирс был вызван на товарищеские встречи перед Чемпионатом мира, но в финальную заявку включён не был.
В 2007 году Хит принял участие в Кубке Америки. На турнире он принял участие в матче против сборной Колумбии. В 2009 году Пирс сыграл за национальную команду на Кубке конфедераций и завоевал серебряные медали. Он был запасным и на поле так и не вышел. В том же году Пирс в составе сборной США выступил на Золотой кубке КОНКАКАФ и выиграл серебро соревнований. На турнире Хит сыграл в матчах против сборных Гондураса, Мексики, Гренады и Панамы.

## Статистика

### Клубная
| Клуб               | Сезон            | Лига | Лига | Кубок | Кубок | Плей-офф | Плей-офф | Континентальные | Континентальные | Итого | Итого |
| Клуб               | Сезон            | Игры | Голы | Игры  | Голы  | Игры     | Голы     | Игры            | Голы            | Игры  | Голы  |
| ------------------ | ---------------- | ---- | ---- | ----- | ----- | -------- | -------- | --------------- | --------------- | ----- | ----- |
| Норшелланн         | 2004/05          | 15   | 0    | 0     | 0     | —        | —        | —               | —               | 15    | 0     |
| Норшелланн         | 2005/06          | 31   | 1    | 0     | 0     | —        | —        | —               | —               | 31    | 1     |
| Норшелланн         | 2006/07          | 29   | 1    | 0     | 0     | —        | —        | —               | —               | 29    | 1     |
| Норшелланн         | Итого            | 75   | 2    | 0     | 0     | 0        | 0        | 0               | 0               | 75    | 2     |
| Ганза              | 2007/08          | 19   | 0    | 2     | 0     | —        | —        | —               | —               | 21    | 0     |
| Ганза              | 2008/09          | 12   | 0    | 1     | 0     | —        | —        | —               | —               | 13    | 0     |
| Ганза              | 2009/10          | 0    | 0    | 0     | 0     | —        | —        | —               | —               | 0     | 0     |
| Ганза              | Итого            | 31   | 0    | 3     | 0     | 0        | 0        | 0               | 0               | 34    | 0     |
| Даллас             | 2009             | 6    | 0    | —     | —     | —        | —        | —               | —               | 6     | 0     |
| Даллас             | 2010             | 28   | 0    | 1     | 0     | —        | —        | —               | —               | 29    | 0     |
| Даллас             | Итого            | 34   | 0    | 1     | 0     | 0        | 0        | 0               | 0               | 35    | 0     |
| Чивас США          | 2011             | 30   | 0    | 1     | 0     | —        | —        | —               | —               | 31    | 0     |
| Чивас США          | 2012             | 10   | 0    | —     | —     | —        | —        | —               | —               | 10    | 0     |
| Чивас США          | Итого            | 40   | 0    | 1     | 0     | 0        | 0        | 0               | 0               | 41    | 0     |
| Нью-Йорк Ред Буллз | 2012             | 18   | 2    | 2     | 1     | 2        | 0        | —               | —               | 22    | 3     |
| Нью-Йорк Ред Буллз | 2013             | 14   | 0    | 2     | 0     | —        | —        | —               | —               | 16    | 0     |
| Нью-Йорк Ред Буллз | Итого            | 32   | 2    | 4     | 1     | 2        | 0        | 0               | 0               | 38    | 3     |
| Монреаль Импакт    | 2014             | 23   | 0    | 4     | 0     | —        | —        | 2               | 0               | 29    | 0     |
| Монреаль Импакт    | Итого            | 23   | 0    | 4     | 0     | 0        | 0        | 2               | 0               | 29    | 0     |
| Гётеборг           | 2015             | 0    | 0    | 3     | 0     | —        | —        | —               | —               | 3     | 0     |
| Гётеборг           | Итого            | 0    | 0    | 3     | 0     | 0        | 0        | 0               | 0               | 3     | 0     |
| Всего за карьеру   | Всего за карьеру | 235  | 4    | 16    | 1     | 2        | 0        | 2               | 0               | 255   | 5     |

### Международная
| Команда | Год   | Игры | Голы |
| ------- | ----- | ---- | ---- |
| США     |       |      |      |
| 2005    | 1     | 0    |      |
| 2006    | 4     | 0    |      |
| 2007    | 5     | 0    |      |
| 2008    | 11    | 0    |      |
| 2009    | 7     | 0    |      |
| 2010    | 5     | 0    |      |
| 2011    | 0     | 0    |      |
| 2012    | 2     | 0    |      |
| Всего   | Всего | 35   | 0    |

## Достижения
Клубные
 «Нью-Йорк Ред Буллз»
- Обладатель MLS Supporters’ Shield — 2013

 «Монреаль Импакт»
- Победитель Первенства Канады — 2014

 «Гётеборг»
- Обладатель Кубка Швеции — 2014/15

Международные
 США
- Золотой кубок КОНКАКАФ — 2009
- Кубок конфедераций — 2009